# Herbert Höfl
Herbert Höfl (* 1. März 1941 in München) ist ein ehemaliger deutscher Eisschnellläufer. Höfl nahm zweimal – 1964 und 1968 – an Olympischen Spielen teil und betreute das westdeutsche Eisschnelllaufteam von 1970 bis 1976 als Nationaltrainer. In diese Zeit fielen die Olympiasiege von Erhard Keller und Monika Pflug in Sapporo 1972.

## Laufbahn
Höfls Karriere als aktiver Eisschnellläufer begann 1961. Auf der Natureisbahn im bayrischen Inzell etablierte er sich als einer der stärksten deutschen Läufer: Hinter Günter Traub wurde er 1963 deutscher Vizemeister im Mehrkampf und gewann im gleichen Jahr auf der Zoo-Eisbahn im Hamburger Park Planten un Blomen den nationalen Meistertitel im Kleinbahn-Mehrkampf. Im Januar 1964 lief er beim gesamtdeutschen Olympiaausscheid in Berlin in 43,8 Sekunden die zweitschnellste Zeit auf der Sprintdistanz 500 Meter und qualifizierte sich sowohl auf dieser Strecke wie auch auf der nächstlängeren Distanz, den 1500 Metern, für die olympischen Wettkämpfe in Innsbruck. Im 44-köpfigen Starterfeld über 500 Meter belegte er dabei Rang 24, über 1500 Meter wurde er 26. unter 54 Teilnehmern und somit auf beiden Strecken zweitbester Athlet des deutschen Teams.
Im weiteren Verlauf seiner Karriere erlebte Höfl den Ausbau von Inzell zum deutschen Eisschnelllaufzentrum mit. Ab 1965 trainierte der bereits in seinem Heimatland erfolgreiche Norweger Thormod Moum das Nationalteam, im gleichen Jahr wurde im oberbayerischen Kurort die erste Kunsteisbahn des Landes eröffnet, die wesentlich bessere Trainingsmöglichkeiten bot und insbesondere aufgrund des ebenflächigeren Eises schnellere Zeiten ermöglichte. Höfl konzentrierte sich in der Vorbereitung auf die Winterspiele 1968 in erster Linie auf den Eissprint und gehörte einem 500-Meter-Spezialteam an – unter anderem gemeinsam mit dem späteren Olympiasieger Erhard Keller, der Höfl als seinen „stärkste[n] Sprint-Rivale[n] in Deutschland“ bezeichnete. Dabei gelang es Höfl, seine persönlichen Bestzeiten mehrmals zu verbessern: Im Januar 1967 stellte er in 40,3 Sekunden einen neuen deutschen Rekord auf, den Keller aber kurz darauf erneut unterbot. Beim olympischen 500-Meter-Wettkampf in Grenoble, den Keller für sich entschied, belegte Höfl in 41,0 Sekunden den elften Rang und beendete am Saisonende seine aktive Laufbahn.
Nach seinem Karriereende wechselte Höfl ins Trainerteam der deutsche Eisschnellläufer, zunächst als Assistent Thormod Moums, ab 1970 als Bundestrainer. Dabei erwarb er sich einen Ruf als „Systematiker“ und stellte unter anderem die Technik Erhard Kellers um, der 1971 Sprintweltmeister wurde und ein Jahr später seinen Olympiasieg verteidigte. Besonderes Verdienst sprachen Beobachter Höfl zudem an den Erfolgen von Monika Pflug zu, die ebenfalls 1972 in Sapporo mit 17 Jahren eine olympische Goldmedaille gewann und angab, sie verdanke ihre Medaille vor allem ihrem Trainer. Zwischen Pflug und Höfl kam es später zum Zerwürfnis. Nach den Erfolgen von 1972 erhielt der Trainer Angebote aus verschiedenen Nationen, blieb aber noch vier weitere Jahre deutscher Trainer – ab 1972 gemeinsam mit dem Niederländer Henk van Dijk –, ehe er sich vom Sport zurückzog.

## Persönliches
Höfl machte 1967 sein Staatsexamen als Sportlehrer in Grünwald bei München, verfolgte aber nach der Karriere als aktiver Sportler und Trainer eine Laufbahn als Sport-Marketingmanager und arbeitete unter anderem für den Sportartikelhersteller Adidas in Herzogenaurach, wo er von 1993 bis 2011 auch Präsident des lokalen Golfclubs war. Höfl hat zwei Kinder, sein ebenfalls als Manager arbeitender Sohn Marcus heiratete 2011 die Skiläuferin Maria Riesch, die dadurch zu Herbert Höfls Schwiegertochter wurde.